# Jolotemba
Jolotemba är en ort i Mexiko.   Den ligger i kommunen San Blas och delstaten Nayarit, i den centrala delen av landet, 700 km väster om huvudstaden Mexico City. Jolotemba ligger 29 meter över havet och antalet invånare är 297.
Terrängen runt Jolotemba är huvudsakligen kuperad, men åt nordväst är den platt. Havet är nära Jolotemba åt nordväst. Runt Jolotemba är det ganska glesbefolkat, med 48 invånare per kvadratkilometer. Närmaste större samhälle är San Blas, 19,2 km nordväst om Jolotemba. I omgivningarna runt Jolotemba växer i huvudsak lövfällande lövskog.